# 寺内崇幸
寺内 崇幸（てらうち たかゆき、1983年5月27日 - ）は、栃木県栃木市出身の元プロ野球選手（内野手）、野球指導者。右投右打。

## 経歴

### プロ入り前
栃木県立栃木工業高等学校からJR東日本入り。都市対抗野球大会ではJR東日本硬式野球部の4強入りに貢献、インターコンチネンタル杯では日本代表入り。
2006年の大学生・社会人ドラフト会議において読売ジャイアンツから6巡目指名を受け入団。背番号は「69」。

### 巨人時代
2007年の春季キャンプで、金刃憲人・上野貴久・円谷英俊と共に、球団としては4年ぶりの新人一軍スタート。開幕後は二軍で経験を積む。
2008年から、背番号を2006年まで大西崇之が背負った「00」に変更。5月23日に一軍昇格し、5月24日の対埼玉西武ライオンズ戦でスタメン出場を果たすと、帆足和幸からプロ初打席初安打を放った。6月1日の福岡ソフトバンクホークス戦では延長12回表に一時勝ち越しとなる適時三塁打を放ち、プロ初打点を記録した。この年は62試合に出場し、80打席ながら3割を記録した。
2009年は自身初の開幕一軍入り。4月18日の中日ドラゴンズ戦で決勝点となるプロ初本塁打をチェン・ウェインから放ったものの、打率は1割台に低迷。主に代走や守備固めとしてチームのリーグ優勝に貢献した。
2010年も開幕一軍入りを果たしたが、代走や守備固めのみの出場でシーズン無安打に終わり、一軍と二軍とを行き来した。オフの秋季キャンプでは原辰徳監督の指示により、緊急時の第三捕手になるべく捕手練習に取り組んだ。
2011年は古城茂幸から内野の守備要員のポジションを奪い、3年連続の開幕一軍を果たす。前半戦はこれまで同様代走や守備固めでの出場が主だったが、後半戦に入ると課題の打撃に改善が見られ、小笠原道大の負傷等も重なって主に相手投手が左投手の時にスタメン出場した。9月14日の横浜ベイスターズ戦ではブレント・リーチから2点適時打を放って2年ぶりに打点を挙げた。その後は7試合連続安打を記録。シーズン最後の5試合は相手投手の左右にかかわらず2番・三塁でスタメン出場した。CSでは急性虫垂炎で一軍を外れた藤村大介に代わりセカンドのスタメンを務めた。
2012年は藤村、古城、ロッテから移籍してきた高口隆行とのセカンド争いを制し、ヤクルトとの開幕戦に「8番・二塁」で出場。6年目で初めての開幕スタメンの座を手に入れた。シーズン中は藤村と併用され、主に相手投手が左投手の時に先発出場していた。中日とのクライマックスシリーズファイナルステージでは第6戦にスタメン出場し、2回無死満塁から先制の2点タイムリーを放ち、これが勝利打点となった。
2013年は自己最多の114試合に出場し、故障の中日のエクトル・ルナの代役としてオールスターゲームにも初出場。広島とのクライマックスシリーズファイナルステージ第2戦（東京ドーム）では前田健太から決勝点となる3ラン本塁打を放ち、本人も「まさか入るとは思わなかった」とコメントした。楽天との日本シリーズ第2戦（クリネックススタジアム宮城）では田中将大からソロ本塁打を放った。また、28補殺は二塁手として最多補殺のシリーズタイ記録となった。
2014年は春季キャンプ終盤の2月下旬の右肩痛により出遅れる。リハビリにより二軍で実戦復帰を果たすものの、4月下旬に左脹脛の肉離れで離脱。6月28日に一軍に昇格したが、僅か40試合の出場だった。オフの10月13日に1歳年下の一般女性と結婚。10月21日に、「日本プロ野球80周年記念試合」の阪神・巨人連合チームに選出された事が発表された。
2015年は開幕を一軍で迎えるも、5月23日の中日戦で左足を痛め途中交代後、診断の結果左脹脛の肉離れと判明し、翌日に登録を抹消された。9月に一軍復帰し、9月23日の阪神タイガース戦でプロ入り初のサヨナラ打を放った。シーズンを通しては前年を下回る31試合の出場に終わった。
2016年、FA権を取得した。この年は前年を上回る55試合に出場したが打率1割台と結果を残せなかった。
2017年はシーズン序盤から主に二塁の守備固めとして試合に途中出場。9月5日、松本市野球場での中日戦も同じく二塁の守備固めで途中出場し、延長11回裏に福谷浩司から左翼席場外にプロ入り初のサヨナラ弾となる3点本塁打を放った。一軍では実に4年ぶり、そしてこれが現役最後の本塁打となった。
2018年は春季キャンプ中の下半身の故障などで出遅れたため一軍出場がなく、10月1日に戦力外通告を受ける。12日に現役引退が明らかになった。12月2日、自由契約公示された。

### 現役引退後
2018年12月19日に、BCリーグへ加盟する栃木ゴールデンブレーブスの監督へ就任することが発表された。就任1年目の2019年には、東地区後期優勝、東地区優勝、リーグ優勝といった球団初の快挙を相次いで達成。2年目の2020年にもチームを地区チャンピオンシップに進出させたが、同年から3年連続で地区優勝を逃した。全球団1地区となった2024年は最下位（7位）に終わり、「開催地元枠」として出場したグランドチャンピオンシップは決勝まで進出したものの信濃グランセローズに敗れて悲願の優勝はならなかった。シーズン終了後の10月21日、今シーズン限りでの退任が発表され、今後については未定と報じられている。
その一方で、栃木監督在任中の2020年には、10月30日放送のNHK連続テレビ小説『エール』第100話「栄冠は君に輝く」に多田良介役でテレビドラマへ初出演。阪神甲子園球場での高校野球の試合のシーンを栃木県総合運動公園野球場で撮影することを前提に、制作関係者が同県の内外で野球経験者を探していたところ、栃木ゴールデンブレーブスが栃木県総合公園野球場を本拠地に使用している縁で監督の寺内に白羽の矢が立った。本人は、「まさかこういう話が来るとは1%も思わなかった」とのことで、多田役のモデルになった加賀大介（全国高等学校野球選手権大会の大会歌「栄冠は君に輝く」作詞者）の生涯を描いた映画『栄冠は君に輝く』を鑑賞してから撮影に臨んだという。
2025年からは東京ヤクルトスワローズの内野守備走塁コーチに就任する。背番号は75。

## 選手としての特徴
遠投120メートル、50メートル走5.9秒を誇る俊足強肩の選手。守備力や小技に定評がある一方、打撃に課題がある。
巨人の監督の原辰徳からは「スーパーサブという面では、セ・リーグを代表する選手」と評される。ユーティリティーの高さを見込まれ、2010年から定期的に捕手の守備練習も行っている。

## 詳細情報

### 年度別打撃成績
| 年 度     | 球 団     | 試 合 | 打 席 | 打 数 | 得 点 | 安 打 | 二 塁 打 | 三 塁 打 | 本 塁 打 | 塁 打 | 打 点 | 盗 塁 | 盗 塁 死 | 犠 打 | 犠 飛 | 四 球 | 敬 遠 | 死 球 | 三 振 | 併 殺 打 | 打 率 | 出 塁 率 | 長 打 率 | O P S |
| --------- | --------- | ----- | ----- | ----- | ----- | ----- | -------- | -------- | -------- | ----- | ----- | ----- | -------- | ----- | ----- | ----- | ----- | ----- | ----- | -------- | ----- | -------- | -------- | ----- |
| 2008      | 巨人      | 62    | 80    | 73    | 18    | 22    | 3        | 1        | 0        | 27    | 3     | 6     | 4        | 2     | 0     | 4     | 0     | 1     | 18    | 0        | .301  | .346     | .370     | .716  |
| 2009      | 巨人      | 78    | 92    | 84    | 7     | 14    | 2        | 0        | 1        | 19    | 1     | 2     | 0        | 4     | 0     | 2     | 0     | 2     | 22    | 2        | .167  | .205     | .226     | .431  |
| 2010      | 巨人      | 31    | 9     | 8     | 3     | 0     | 0        | 0        | 0        | 0     | 0     | 0     | 0        | 1     | 0     | 0     | 0     | 0     | 4     | 0        | .000  | .000     | .000     | .000  |
| 2011      | 巨人      | 73    | 128   | 107   | 13    | 19    | 4        | 0        | 0        | 23    | 8     | 6     | 0        | 16    | 0     | 4     | 0     | 1     | 26    | 1        | .178  | .214     | .215     | .429  |
| 2012      | 巨人      | 103   | 225   | 191   | 22    | 46    | 5        | 1        | 1        | 56    | 5     | 11    | 2        | 13    | 2     | 16    | 0     | 3     | 43    | 6        | .241  | .307     | .293     | .600  |
| 2013      | 巨人      | 114   | 274   | 240   | 24    | 54    | 5        | 1        | 2        | 67    | 12    | 6     | 2        | 21    | 0     | 11    | 1     | 2     | 45    | 6        | .225  | .265     | .279     | .544  |
| 2014      | 巨人      | 40    | 41    | 35    | 7     | 7     | 0        | 0        | 0        | 7     | 0     | 4     | 0        | 4     | 0     | 0     | 0     | 2     | 10    | 1        | .200  | .243     | .200     | .443  |
| 2015      | 巨人      | 31    | 29    | 24    | 6     | 6     | 0        | 0        | 0        | 6     | 3     | 4     | 0        | 4     | 0     | 0     | 0     | 1     | 6     | 0        | .250  | .258     | .250     | .530  |
| 2016      | 巨人      | 55    | 33    | 31    | 2     | 4     | 1        | 0        | 0        | 5     | 1     | 0     | 0        | 2     | 0     | 0     | 0     | 0     | 11    | 0        | .129  | .129     | .161     | .290  |
| 2017      | 巨人      | 83    | 34    | 25    | 7     | 6     | 3        | 1        | 1        | 14    | 6     | 1     | 0        | 5     | 0     | 3     | 0     | 1     | 8     | 0        | .240  | .345     | .560     | .905  |
| NPB：10年 | NPB：10年 | 670   | 945   | 818   | 109   | 178   | 23       | 4        | 5        | 224   | 39    | 40    | 8        | 72    | 2     | 40    | 1     | 13    | 193   | 16       | .218  | .265     | .274     | .538  |

### 年度別守備成績
| 年 度 | 球 団 | 二塁  | 二塁  | 二塁  | 二塁  | 二塁  | 二塁     | 三塁  | 三塁  | 三塁  | 三塁  | 三塁  | 三塁     | 遊撃  | 遊撃  | 遊撃  | 遊撃  | 遊撃  | 遊撃     |
| 年 度 | 球 団 | 試 合 | 刺 殺 | 補 殺 | 失 策 | 併 殺 | 守 備 率 | 試 合 | 刺 殺 | 補 殺 | 失 策 | 併 殺 | 守 備 率 | 試 合 | 刺 殺 | 補 殺 | 失 策 | 併 殺 | 守 備 率 |
| ----- | ----- | ----- | ----- | ----- | ----- | ----- | -------- | ----- | ----- | ----- | ----- | ----- | -------- | ----- | ----- | ----- | ----- | ----- | -------- |
| 2008  | 巨人  | 30    | 27    | 38    | 0     | 12    | 1.000    | 22    | 5     | 15    | 3     | 3     | .870     | 6     | 1     | 8     | 0     | 1     | 1.000    |
| 2009  | 巨人  | 29    | 44    | 59    | 0     | 9     | 1.000    | 41    | 6     | 26    | 1     | 1     | .970     | 4     | 3     | 3     | 0     | 1     | 1.000    |
| 2010  | 巨人  | 12    | 7     | 11    | 0     | 2     | 1.000    | 15    | 2     | 2     | 1     | 0     | .800     | -     | -     | -     | -     | -     | -        |
| 2011  | 巨人  | 25    | 39    | 38    | 1     | 7     | .987     | 49    | 18    | 54    | 2     | 2     | .973     | 2     | 2     | 0     | 0     | 0     | 1.000    |
| 2012  | 巨人  | 74    | 138   | 177   | 3     | 43    | .991     | 24    | 3     | 6     | 1     | 1     | .900     | 12    | 4     | 9     | 1     | 2     | .929     |
| 2013  | 巨人  | 96    | 158   | 207   | 6     | 35    | .984     | -     | -     | -     | -     | -     | -        | 21    | 10    | 28    | 1     | 3     | .974     |
| 2014  | 巨人  | 13    | 17    | 18    | 0     | 1     | 1.000    | 20    | 6     | 10    | 0     | 0     | 1.000    | 5     | 2     | 4     | 0     | 0     | 1.000    |
| 2015  | 巨人  | 9     | 8     | 8     | 0     | 3     | 1.000    | 12    | 0     | 7     | 0     | 0     | 1.000    | 8     | 6     | 9     | 1     | 0     | .938     |
| 2016  | 巨人  | 33    | 20    | 32    | 0     | 7     | 1.000    | 8     | 3     | 2     | 0     | 1     | 1.000    | 10    | 4     | 11    | 1     | 2     | .938     |
| 2017  | 巨人  | 62    | 24    | 49    | 1     | 9     | .986     | 8     | 1     | 0     | 1     | 0     | .500     | 7     | 3     | 5     | 0     | 1     | 1.000    |
| 通算  | 通算  | 383   | 482   | 627   | 11    | 128   | .990     | 199   | 44    | 122   | 9     | 8     | .948     | 75    | 35    | 77    | 4     | 10    | .965     |

### 表彰
- 月間アットホームヒーロー賞 : 1回 (2017年9月)

### 記録
初記録
- 初出場：2008年3月29日、対東京ヤクルトスワローズ2回戦（明治神宮野球場）、9回表に小笠原道大の代走で出場
- 初先発出場：2008年5月24日、対埼玉西武ライオンズ2回戦（西武ドーム）、9番・三塁手で先発出場、4打数1安打
- 初打席・初安打：同上、2回表に帆足和幸から中前安打
- 初盗塁：2008年6月1日、対福岡ソフトバンクホークス2回戦（福岡Yahoo! JAPANドーム）、8回表に二盗（投手：小椋真介、捕手：的山哲也）
- 初打点：同上、12回表にD.J.ホールトンから右越適時三塁打
- 初本塁打：2009年4月18日、対中日ドラゴンズ2回戦（ナゴヤドーム）、8回表にチェンから左越決勝ソロ

その他記録
- オールスターゲーム出場：1回（2013年）
- 日本シリーズ最多補殺（二塁手）：28（2013年）、シリーズタイ記録

### 背番号
- 69（2007年）
- 00（2008年 - 2024年）
- 75（2025年 - ）

### 登場曲
- 「Touch The Sky feat. Bach Logic」EXILE（2008年）
- 「超!」DJ OZMA（2008年 - 2009年）
- 「俄然Yeah!」mihimaru GT（2010年）
- 「come again」m-flo（2011年、2013年 - ）※2013年から2打席目
- 「Suddenly I See」KT Tunstall（2011年 - 2014年）
- 「KISS KISS BANG BANG??」いきものがかり（2012年）※2打席目
- 「YELL～エール～」コブクロ（2012年）※2打席目
- 「エソラ」Mr.Children（2015年 - 2018年）

### 代表歴
- 第16回IBAFインターコンチネンタルカップ日本代表

## 関連情報

### 出演

#### テレビドラマ
- エール 第100話（2020年10月30日、NHK総合） - 多田良介役[16]